# Concordia (Saint-Martin)
Pour les articles homonymes, voir Concordia.
Concordia est un quartier de la partie française de l’île de Saint-Martin, aux Antilles. Il est accolé au sud de Marigot, c'est un cul-de-sac.

## Étymologie
Le nom provient du col qui par un sentier menait à Philipsburg, ainsi nommé en l'honneur de la convention franco-néerlandais de 1648 dite "Accords de Concordia".

## Topographie
Plaine plate alluvionnaire (inondable) entourée de collines (les mornes) aux pentes assez raides, drainée par une ravine qui se jette dans la baie de la Potence.

## Urbanisation
Concordia est une zone résidentielle comprenant de nombreuses habitations à loyer modéré (HLM). On y trouve plusieurs administrations : centre du tri postal, centres des finances publiques et des impôts, chambre de commerce et d'industrie, Pôle emploi, hôpital, EDF, gendarmerie, Service du cadastre, CPAM, CAF et des commerces de proximité et d'une médiathèque.

## Services
- Établissements d'enseignement : six écoles maternelles (deux publiques et quatre privées), quatre écoles élémentaires (trois publiques et une privée), le collège public du Mont des Accords et l'école privée Victor Schœlcher, le seul lycée public de l'île, le lycée polyvalent des Îles du nord (enseignement général et professionnel).
- Équipements sportifs : stade "Lucien Vanterpool" (terrain de football avec grandes tribunes, terrain de basket-ball et de volley-ball avec petites tribunes. Autres terrains de basketball à côté de la médiathèque.
- Lieux de cultes : église méthodiste, temples diverses (???).
- Sécurité : La nuit, les agressions n'y sont pas rares.